# Ketil Thorkelsson
Ketil Thorkelsson, meglio conosciuto coi soprannomi di Ketil Trota (in lingua norrena, Ketill hængr) o Ketil Salmone, (fl. IX secolo), è stato un hersir del IX secolo originario della Norvegia che si insediò in Islanda. Appare nella Egils saga, nel Landnámabók ed in altre fonti islandesi..

## Biografia
Ketil era figlio di Thorkel, jarl di Namdalen, e di Hrafnilda, figlia del Ketil Trota originario di Hrafnista. Ketil era un uomo molto forte, e grande amico e cugino di Thorolf Kveldulfsson e di suo fratello Skalla-Grímr.
Quando seppe che Harald I di Norvegia stava per attaccare Thorolf, Ketil fu tra coloro che lo aiutarono. Giunsero troppo tardi, e quando la spedizione arrivò Thorolf era già stato assassinato. Per vendicarsi della morte di Thorolf, Ketil riunì sessanta guerrieri e razziò Torgar, casa di Harek ed Hrærek (i figli di Hildirida), che avevano calunniato Thorolf presso il re. In seguito a questa razzia, Ketil raccolse alleati, famiglia e proprietà su due grandi longship e partì per l'Islanda. Si insediarono per il primo inverno sulla riva orientale del fiume Rang, ed in seguito si spostarono ad est prendendo possesso della terra compresa tra "il fiume Thjors e Mark, dalla sorgente all'estuario, trasformandola nella sua casa ad Hof ad est del fiume Rang".
Con la moglie Ingunn Ketil ebbe molti bambini, compresi Storolf, Herjolf, Helgi, Vestar e Hrafn Hængsson, l'ultimo dei quali divenne uno dei primi Lögsögumaður.